# Щербак Іван Миколайович
Іван Миколайович Щербак (31 серпня 1960 — 20 червня 1982) — радянський військовослужбовець, учасник афганської війни.

## Життєпис
Народився 31 серпня 1960 року в селі Гнилиця Сумської області. У 1980 році закінчив 2-й Харківський індустріально-педагогічний технікум. Працював майстром виробничого навчання Хотіньського СПТУ № 5.
Військову службу проходив у в/ч 44585 на посаді командира бойової машини в званні старшого сержанта. 
Загинув 20 червня 1982 року в Афганістані.

## Нагороди та вшанування
- Нагороджений орденом Червоної Зірки (17 листопада 1982, посмертно).
- Нагороджений медаллю «За відвагу» (4 лютого 1982).
- Одна з вулиць села Гнилиця названа на його честь[1].